# Phare de Punta Couso
Le phare de Punta Couso est un phare situé sur Punta Couso, sur le territoire de la commune de Cangas, dans la province de Pontevedra (Galice en Espagne).
Il est géré par l'autorité portuaire de Marín .

## Histoire
Le petit phare de Punta Couso marque l'entrée de la Ría de Pontevedra à environ 8 km au nord-ouest du port de Cangas. C'est une tourelle tronconique avec terrasse sur laquelle est montée la lanterne sur d'un mât court. La tour a peint blanc avec une bande verte étroite sous la galerie. La tourelle ne fait que 5 m de haut et elle est ancrée sur des rochers escarpés en bout du promontoire.
Identifiant : ARLHS : SPA204 ; ES-04710 - Amirauté : D1873 - NGA : 2896.

### Lien connexe
- Liste des phares d'Espagne